# Pop gothique
La pop gothique (gothic pop, souvent abrégée pour goth pop ou goth-pop) est un genre qui combine les sons et les images de la musique gothique avec la mélodie accrocheuse et le style accessible de la musique pop. Parmi les artistes associés au genre figurent Pale Waves, Elisabeth Elektra et Kerli.
Les termes goth-pop et goth pop sont également utilisés pour désigner un style de tenue, inspiré par la mode gothique, mais dans une clé plus douce, légère et accessible, en fait, plus "pop". Ce style a également été popularisé par des artistes non-Goth tels que Lorde et Camila Cabello,.

## Influences
Le genre s'inspire du post-punk et de la new wave, des mouvements musicaux qui ont contribué à façonner le son et l'esthétique du gothique. La dark wave est une autre influence significative, avec ses atmosphères sombres et ses sons synthétiques.